# ألكسندر بيلوديو

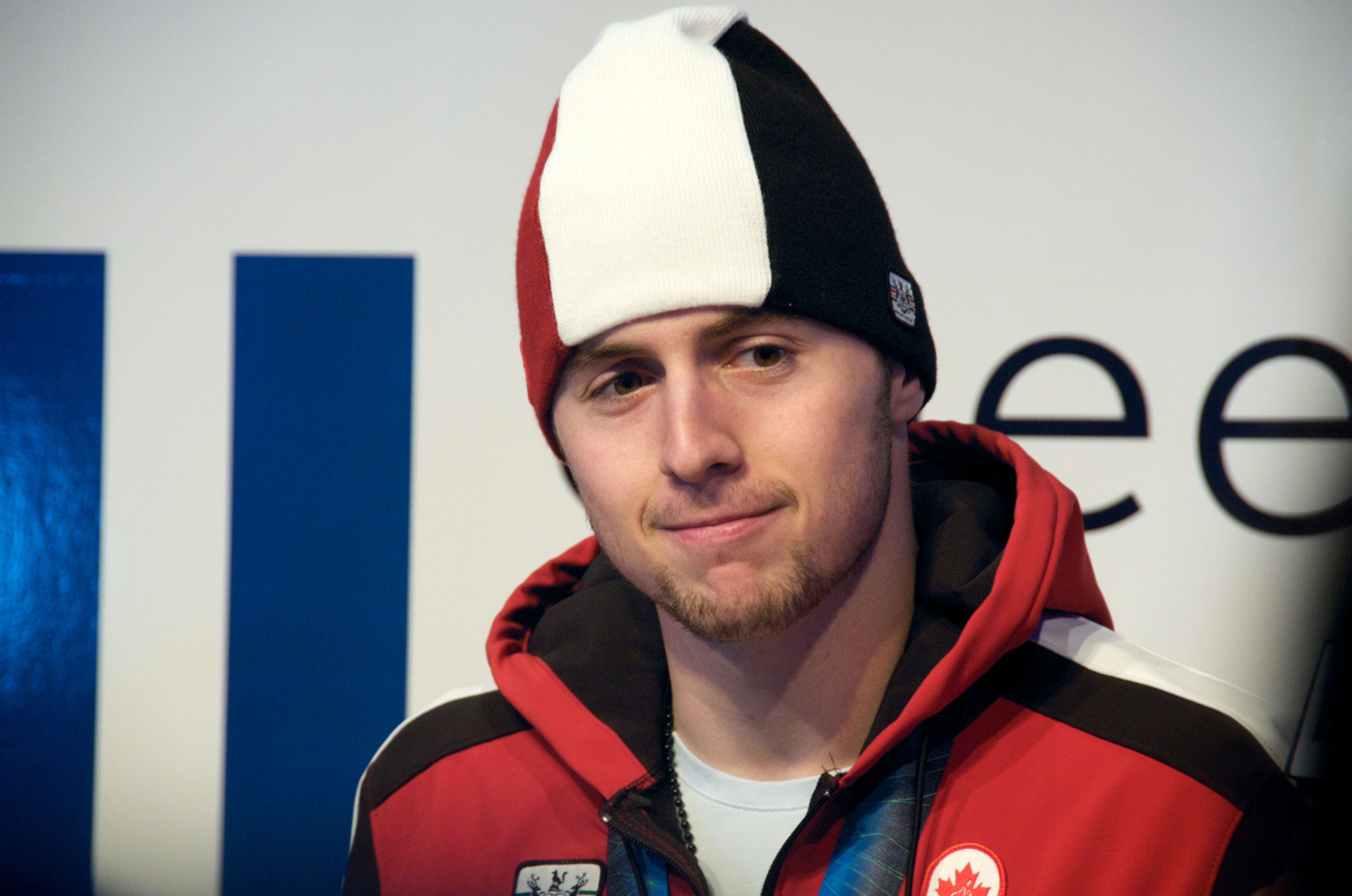
ألكسندر بيلوديو

ألكسندر بيلوديو (بالفرنسية: bilɔdo): (ولد 8 سبتمبر 1987)رياضي كندي من مونتريال، كيبيك ،متقاعد متخصص في التزلج الحر. ويقيم حاليا في روزميري (كيبك). فاز بيلوديو بالميدالية الذهبية لرجال في دورة الألعاب الاولمبية الشتوية لعام 2010 في فانكوفر، ليصبح أول لاعب كندي يفوز بالميدالية الذهبية في دورة الألعاب الاولمبية التي عقدت في كندا في دورة الألعاب الاولمبية الشتوية لعام 2014، أصبح أول أولمبي في التاريخ يدافع عن ميداليته الذهبية في سباق التزلج حرة وكذلك أول كندي يدافع عن لقب فردي منذ كاتريونا لو مايو دوان في دورة الألعاب الاولمبية الشتوية لعام 2002. فاز ألكسندر بيلوديو بثلاث مرات بلقب بطل العالم في التزلج الحر للأقطاب المزدوجة، وأيضا حاز مرتين على الميدالية الفضية لنفس المسابقة. وكان بطل كأس العالم للتزلج الحر لموسم 2008-2009. و قد قرر الأعتزال بعد آخر فوز له بسباق كأس العالم وبذلك، تجاوز جان لوك براسرد في عدد الميداليات التي حصلت عليها كندا في مسابقات كأس العالم.

## وصلات خارجية
- ألكسندر بيلوديو على موقع IMDb (الإنجليزية)
- ألكسندر بيلوديو على موقع قاعدة بيانات الفيلم (الإنجليزية)
- ألكسندر بيلوديو على موقع الاتحاد الدولي للتزلج (التزلج الحر) (الإنجليزية)
- ألكسندر بيلوديو على موقع اللجنة الأولمبية الدولية (الإنجليزية)
- ألكسندر بيلوديو على موقع أوليمبيديا (الإنجليزية)
- ألكسندر بيلوديو على موقع قاعة كيبيك للمشاهير الرياضية (الفرنسية)

- الموقع الرسمي
- National Team Profile
- Vancouver Olympic Games profile
- Canadian Olympic Committee profile
- Bio & Career in Photos on About.com
- CTV Olympic Profile
- AP Olympic Profile
- Alexandre the Great: Canada Embraces its New Hero[وصلة مكسورة]
- Video clip of Bilodeau's 2010 Olympic gold medal run على يوتيوب
- Video clip of Bilodeau at the 2010 Olympic medal ceremony على يوتيوب